# 차이나 (메인주)
차이나는 메인주 케네벡군에 있는 타운이다. 2020년 인구 조사 기준 인구는 4,408명이다. 차이나는 오거스타, 메인 마이크로폴리탄 NECTA에 포함되어 있다.

## 지리
미국 인구조사국에 따르면, 이 타운의 총 면적은 56.86 제곱마일 (147.27 km2)이며, 이 중 49.88 제곱마일 (129.19 km2)는 육지이고 6.98 제곱마일 (18.08 km2)는 물이다. 타운 내 수역에는 차이나 호수(3939 에이커), 스리마일 연못(1174 에이커), 브랜치 연못(310 에이커)이 있다.
차이나는 북서쪽으로 윈슬로, 북동쪽으로 알비온, 동쪽으로 팔레르모, 남쪽으로 윈저, 서쪽으로 배설보로와 접해 있다. 미국 202번 국도, 주도 32호선, 9호선, 3호선이 지난다.

### 차이나 호수
차이나 호수는 이 타운에 있는 호수이다. 차이나 호수는 좁은 목으로 연결된 두 개의 큰 분지로 이루어져 있다. 평균 수심이 9.1m 미만인 길쭉한 동쪽 분지는 차이나 타운 내에 완전히 위치하며, 주거지 및 계절용 오두막으로 개발된 불규칙한 해안선을 가지고 있다.

### 기후
이 기후 지역은 따뜻하고 더운(종종 습한) 여름과 춥고(때로는 매우 추운) 겨울로 특징지어지는 큰 계절별 온도 차이를 보인다. 쾨펜의 기후 분류 시스템에 따르면 차이나는 냉대 습윤 기후이며, 기후 지도에서는 "Dfb"로 약칭된다.

## 역사
1774년 클라크라는 가족이 이 지역에 정착하여 존스 플랜테이션을 설립했다. 1796년 존스 플랜테이션은 할렘으로 법인화되었다. 이 지역의 이름은 매사추세츠 주의회 의원인 재페스 워시번이 지었다. 1818년 6월 25일, 할렘, 페어팩스(알비온), 윈슬로가 합쳐져 차이나 타운이 법인화되었다.
타운의 이름은 재페스 워시번이 선택했다. 그는 타운을 블룸빌이라고 부르고 싶었지만, 블룸필드 타운의 사람들이 이름의 유사성으로 인해 혼란을 야기할 수 있다고 반대했다. 워시번 씨는 자신이 가장 좋아하는 찬송가 중 하나였기 때문에 차이나라는 이름으로 정착했다. 이 널리 불리는 찬송가는 매사추세츠주 노스필드의 티모시 스완이 1790년에 작곡했으며, 스완의 "뉴잉글랜드 하모니"에 1801년에 출판되었다.
차이나는 팔레르모와 알비온 사이의 높은 지대에 네 번째 지역이 있었는데, 그 중 일부는 오늘날 서스턴 공원으로 알려진 곳에 위치해 있다. 이 지역에는 수많은 아프리카계 미국인 가족이 정착했다. 대략 1790년부터 1860년까지의 그들의 역사는 메인 주 기록 보관소에 상세히 기록되어 있다. "톨봇"을 기리는 큰 오벨리스크 석상이 초기 싱글 제재소의 위치였던 높은 숲이 우거진 능선에 있는 것을 포함하여 일부 묘지는 안내자와 함께 여전히 찾을 수 있다. 다른 매장 및 기초 유적지도 존재하며, 초기 인구 조사 지도와 그 지표를 사용하여 가장 잘 찾을 수 있다.
이 가족들이 이곳으로 이주한 이유는 차이나와 다른 몇몇 타운들이 연방 도망노예법이 무엇을 요구하든 노예 사냥꾼을 용납하지 않는 "퀘이커" 타운이었기 때문에, 노예 사냥꾼이 접근하지 않을 안전한 지역을 나타냈기 때문이라고 이론화된다.

## 지역
차이나 타운에는 차이나빌리지, 사우스차이나, 차이나, 윅스 밀스, 브랜치 밀스의 다섯 개 마을이 있다.

## 정부
매년 타운 미팅에서 시민들은 5명의 타운 선출직 위원을 선출하며, 그 중 한 명이 의장으로 선정된다. 시민들은 또한 다음 해 예산을 수립한다. 선출직 위원들은 타운의 일상적인 운영을 감독하는 타운 매니저를 임명한다.

## 교육
차이나는 지역 학교 단위 18 (차이나, 롬, 벨그레이드, 시드니, 오클랜드)의 일부이다. 차이나 학생들은 윈슬로, 워터빌, 오거스타, 오클랜드 등 인근 공립 고등학교 중 어느 곳이든 선택하여 다닐 수 있다. 사우스 차이나에는 사립 고등학교인 얼스킨 아카데미도 있다.

## 인구 통계
| 인구조사            | 인구  | Note | %±     |
| ------------------- | ----- | ---- | ------ |
| 1800년              | 587   |      | —      |
| 1810년              | 939   |      | 60.0%  |
| 1820년              | 894   |      | −4.8%  |
| 1830년              | 2,233 |      | 149.8% |
| 1840년              | 2,675 |      | 19.8%  |
| 1850년              | 2,769 |      | 3.5%   |
| 1860년              | 2,719 |      | −1.8%  |
| 1870년              | 2,118 |      | −22.1% |
| 1880년              | 1,769 |      | −16.5% |
| 1890년              | 1,423 |      | −19.6% |
| 1900년              | 1,380 |      | −3.0%  |
| 1910년              | 1,297 |      | −6.0%  |
| 1920년              | 1,257 |      | −3.1%  |
| 1930년              | 1,163 |      | −7.5%  |
| 1940년              | 1,252 |      | 7.7%   |
| 1950년              | 1,375 |      | 9.8%   |
| 1960년              | 1,561 |      | 13.5%  |
| 1970년              | 1,850 |      | 18.5%  |
| 1980년              | 2,918 |      | 57.7%  |
| 1990년              | 3,713 |      | 27.2%  |
| 2000년              | 4,106 |      | 10.6%  |
| 2010년              | 4,328 |      | 5.4%   |
| 2020년              | 4,408 |      | 1.8%   |
| 미국 십년 인구 조사 |       |      |        |

### 2010년 인구 조사
2010년 인구 조사에 따르면, 이 타운에는 4,328명, 1,718가구, 1,234가구가 거주하고 있었다. 인구 밀도는 86.8 명 매 제곱마일 (33.5/km2)이었다. 평균 밀도 46.4 매 제곱마일 (17.9/km2)의 주택 2,316채가 있었다. 타운의 인종 구성은 백인 97.1%, 아프리카계 미국인 0.3%, 아메리카 원주민 0.5%, 아시아인 0.4%, 기타 인종 0.2%, 그리고 두 개 이상의 인종 혼혈 1.4%였다. 모든 인종의 히스패닉 또는 라틴계는 인구의 0.9%를 차지했다.
1,718가구가 있었는데, 이 중 32.4%는 18세 미만 자녀가 거주하고 있었고, 57.2%는 함께 사는 결혼 부부였으며, 9.3%는 남편 없는 여성 가구주였고, 5.3%는 아내 없는 남성 가구주였으며, 28.2%는 비가족이었다. 모든 가구의 22.0%는 개인으로 구성되었고, 6.3%는 65세 이상 혼자 사는 사람이 있었다. 평균 가구 규모는 2.52명이었고 평균 가족 규모는 2.91명이었다.
타운의 중간 연령은 42.1세였다. 거주자의 23.6%는 18세 미만이었고, 6.9%는 18세에서 24세 사이였으며, 24.3%는 25세에서 44세 사이였고, 33.7%는 45세에서 64세 사이였으며, 11.5%는 65세 이상이었다. 타운의 성별 구성은 남성 49.8%, 여성 50.2%였다.

### 2000년 인구 조사
2000년 인구 조사에 따르면, 이 타운에는 4,106명, 1,549가구, 1,175가구가 거주하고 있었다. 인구 밀도는 82.4 명 매 제곱마일 (31.8/km2)이었다. 평균 밀도 40.7 매 제곱마일 (15.7/km2)의 주택 2,029채가 있었다. 타운의 인종 구성은 백인 97.98%, 아프리카계 미국인 0.15%, 아메리카 원주민 0.46%, 아시아인 0.39%, 태평양 섬 주민 0.02%, 기타 인종 0.05%, 그리고 두 개 이상의 인종 혼혈 0.95%였다. 모든 인종의 히스패닉 또는 라틴계는 인구의 0.63%를 차지했다.
1,549가구가 있었는데, 이 중 37.8%는 18세 미만 자녀가 거주하고 있었고, 62.1%는 함께 사는 결혼 부부였으며, 9.2%는 남편 없는 여성 가구주였고, 24.1%는 비가족이었다. 모든 가구의 17.6%는 개인으로 구성되었고, 5.9%는 65세 이상 혼자 사는 사람이 있었다. 평균 가구 규모는 2.65명이었고 평균 가족 규모는 2.99명이었다.
타운의 인구는 18세 미만이 27.7%, 18세에서 24세 사이가 5.9%, 25세에서 44세 사이가 30.7%, 45세에서 64세 사이가 26.3%, 65세 이상이 9.4%로 분포되어 있었다. 중간 연령은 37세였다. 여성 100명당 남성은 100.8명이었다. 18세 이상 여성 100명당 남성은 98.0명이었다.
타운의 가구당 중간 소득은 41,250달러였고, 가족당 중간 소득은 42,768달러였다. 남성의 중간 소득은 31,802달러였고 여성의 중간 소득은 23,371달러였다. 타운의 1인당 국민소득은 19,262달러였다. 가족의 약 2.1%와 인구의 3.7%가 빈곤선 아래에 있었으며, 18세 미만의 1.5%와 65세 이상의 7.0%가 포함되었다.

## 저명한 인물
- 게리 보일, 미스터리 작가
- 루퍼스 존스, 퀘이커 신학자
- 브렌던 키호, 작가
- 메리 메이휴, 로비스트 겸 정치인
- 라로이 S. 스타렛, 발명가